# سنجاي كومار (ناشط حقوق الإنسان)
سنجاي كومار (بالإنجليزية: Sanjay Kumar)‏ هو ناشط حقوق الإنسان هندي، ولد في 15 يناير 1976.